# Fălciu
Fălciu es una comuna ubicada en el distrito de Vaslui, Rumania.

## Superficie
Posee una superficie de 148,6 kilómetros cuadrados.

## Demografía
Hasta 2021 la población era de 3731 habitantes, con una densidad de población de 25,11 habitantes por kilómetro cuadrado.